# Cyclophora extenuata
Cyclophora extenuata är en fjärilsart som beskrevs av Franz Dannehl 1933. Cyclophora extenuata ingår i släktet Cyclophora och familjen mätare. Inga underarter finns listade i Catalogue of Life.